# Lida Gustava Heymann
Lida Gustava Heymann (15 de març de 1868 - 31 de juliol de 1943) va ser una feminista, pacifista i activista pels drets de les dones alemanya.
Juntament amb la seva parella Anita Augspurg va ser una de les figures més destacades del moviment de dones burgeses, i també amb Helene Stöcker fou una de les caps de fila del feminisme alemany de principis del segle XX. Va estar, entre altres coses, al capdavant de la Verband Fortschrittlicher Frauenvereine ("Associació de grups de dones").

## Biografia
Va ser cofundadora del moviment abolicionista a Alemanya. En aquest paper va entrar en conflicte amb la llei, ja que va protestar pel tractament de les prostitutes i va demanar l'abolició de la regulació estatal per a elles. Heymann volia "ajudar les dones a alliberar-se de la dominació masculina". Amb la seva gran herència va establir un centre de dones, oferint àpats, una guarderia i assessorament. També va fundar un institut coeducatiu i associacions professionals per a dones empleades i treballadores del teatre.
El 1902 va fundar conjuntament (amb Anita Augspurg) la primera Verein für Frauenstimmrecht ("Societat per al sufragi femení") alemanya. Juntament amb Augspurg, va publicar el diari Frau im Staat ("Dones a l'Estat") de 1919 a 1933. Aquest diari presentava les posicions pacifistes, feministes i democràtiques sobre diversos temes.
El 1923 Heymann, Ellen Ammann, i Augspurg van demanar que l'austríac Adolf Hitler fos expulsat d'Alemanya. Quan Hitler va prendre el poder el 1933, totes dues estaven fora del país; no van tornar. Els seus béns van ser confiscats i es van establir a Suïssa. Heymann va morir el 1943 i va ser enterrada al cementiri de Fluntern.